# Orosháza FC
Az Orosháza FC egy 2015-ben megszűnt magyar labdarúgóklub, Orosháza városából, amely  az NB III Közép csoportjában szerepelt. A másodosztályú tagságot a 2009-10-es idényben vívta ki, miután bajnoki címet szerzett az NB III - Alföld csoportjában. A másodosztály átszervezésével a klub kiesett a harmadosztályba.

## Jelenlegi keret
| Kapusok | Kapusok        |
| ------- | -------------- |
| 1       | Könyves László |
| 22      | Bordás Dániel  |

| Hátvédek | Hátvédek       |
| -------- | -------------- |
| 2        | Sajti Bálint   |
| 16       | Szabó Norbert  |
| 5        | Kerekes István |
| 17       | Makra Zsolt    |
| 3        | Gulyás János   |

| Középpályások | Középpályások     |
| ------------- | ----------------- |
| 19            | Füredi Szabolcs   |
| 12            | Bozsóki Dániel    |
| 10            | Szűcs Dániel      |
| 11            | Tóth László       |
| 7             | Kránitz Krisztián |
| 4             | Ferenczi Máté     |
| 8             | Machó Attila      |
| 20            | Juhász Norbert    |

| Csatárok | Csatárok     |
| -------- | ------------ |
| 14       | Styecz Milán |
| 9        | Nesa Nikolic |
| 15       | Libor Gergő  |